# Brooke Smith
Brooke Smith, född 22 maj 1967, och uppvuxen i New York, är en amerikansk skådespelare. Smith har medverkat i serier som Jordan, rättsläkare och Grey's Anatomy.

## Filmografi i urval
- 1991 – När lammen tystnar
- 2002 – Bad Company
- 2004 – Iron Jawed Angels
- 2006–2008 – Grey's Anatomy (TV-serie)
- 2012 – American Horror Story (TV-serie)
- 2019 – Unbelievable (Miniserie)

## Fotnoter
1. ↑  filmportal.de, Filmportal-ID: 6ddbd64083c5444792f9ab9d188b2d83, läst: 9 oktober 2017.[källa från Wikidata]
2. ↑  Gemeinsame Normdatei, läst: 12 december 2014.[källa från Wikidata]
3. ↑  läs online, www.filmweb.pl .[källa från Wikidata]